# Мальгин, Дмитрий Игоревич
Дмитрий Игоревич Мальгин (28 июля 1987; Усть-Каменогорск, Казахская ССР, СССР) — казахстанский хоккеист, вратарь.

## Биография
Воспитанник усть-каменогорского хоккея. За несколько сезонов в составе «Казцинк-Торпедо» провел лишь 6 игр в высшей лиге, 18 — в первой лиге и 15 — в чемпионате Казахстан.
С 2009 года выступал за павлодарский «Иртыш», выступавшим в чемпионате Казахстана. Сыграл более 100 игр.
В сезоне 2011/12 был признан самым надёжным вратарем чемпионата Казахстана (0,956), а также стал серебряным призёром. В период с 13 по 25 октября 2011 года, выступая в чемпионате Казахстана, Дмитрий провел «на ноль» 5 матчей подряд, отразив при этом 121 бросок соперников.
В сезоне 2012—2013 стал чемпионом Казахстана в составе павлодарского «Иртыша».
В 2012 году выступал за сборную на Кубке Евровызова.
В сезоне 2012/13 — чемпион Казахстана, лучший вратарь чемпионата Казахстана.
В 2013 году стал серебряным призёром зимней Универсиады.
В 2015 — был победителем чемпионата мира (первый дивизион, группа «А»)
Во время межсезонья 2013 года перешёл в систему ХК «Барыс», играл по 2019 год.
В сезоне 2016—2017 на Чемпионате Казахстана признан Экспертной комиссией КФХ лучшим вратарём.